# 塔韩铁路 (黑龙江省)
塔韩铁路支线，位于中国黑龙江省最北部，起于嫩林线塔河站，向东至呼玛县境内韩家园站，全长117.884 km，设4个车站：永庆站、十八站（57.09km）、查班河站、韩家园站。
沿途经过十八站林业局和韩家园林业局。

## 技术
车站闭塞设备采用单线半自动闭塞，6502型集中联锁设备。
牵引机型为东风4B型柴油机车，牵引定数上行2200t，下行900t。全线采用专用线调车作业方式管理。全线为有道岔表示器的手动道岔。
加格达奇至韩家园曾开行6959次旅客列车。但是在塔河至韩家园段需要在车上单独补票，票价17.50元。

## 历史
始建于1979年，1986年全线通车。1991年设立韩家园林业局。
2009年，永庆站、查班河站拆除了站线，降级为乘降所。